# Carlos Paredes (baloncestista)
Carlos Paredes (Zapala, Neuquén, 7 de abril de 1992) es un baloncestista argentino que se desempeña habitualmente en las posiciones de escolta o alero.
Fue una de las figuras del seleccionado de Neuquén que conquistó el Campeonato Argentino de Básquet 2017.

## Trayectoria

### Clubes
| Club                      | País      | Año             |
| ------------------------- | --------- | --------------- |
| Independiente de Neuquén  | Argentina | 2008 - 2010     |
| El Nacional Monte Hermoso | Argentina | 2010 - 2011     |
| Monte Hermoso Basket      | Argentina | 2011 - 2013     |
| Perfora                   | Argentina | 2013            |
| Alvear de Villa Ángela    | Argentina | 2013 - 2014     |
| Perfora                   | Argentina | 2014            |
| Oberá                     | Argentina | 2014 - 2015     |
| Hispano Americano         | Argentina | 2015 - 2016     |
| Lanús                     | Argentina | 2016 - 2017     |
| Perfora                   | Argentina | 2017            |
| Racing de Chivilcoy       | Argentina | 2017 - 2019     |
| Presidente Derqui         | Argentina | 2019 - 2020     |
| Estudiantes Concordia     | Argentina | 2021            |
| Los Indios                | Argentina | 2021 - 2022     |
| Presidente Derqui         | Argentina | 2023            |
| Independiente de Neuquén  | Argentina | 2023 - Presente |

## Selección nacional
Paredes fue miembro de los seleccionados juveniles de baloncesto de Argentina. En 2010 actuó con el seleccionado Sub-18 en el Campeonato FIBA Américas y en los Juegos Suramericanos. Al año siguiente integró el plantel que terminó cuarto en el Campeonato Mundial de Baloncesto Sub-19 de 2011 de Letonia. 